# Arctostaphylos imbricata
Arctostaphylos imbricata är en ljungväxtart som beskrevs av Alice Eastwood. Arctostaphylos imbricata ingår i släktet mjölonsläktet, och familjen ljungväxter. Inga underarter finns listade i Catalogue of Life.